# Burgstall (Landkreis Börde)
Burgstall ([ˈbʊʁkˌʃtal] ) ist eine Gemeinde im Nordosten des Landkreises Börde in Sachsen-Anhalt (Deutschland). Sie ist Mitgliedsgemeinde der Verbandsgemeinde Elbe-Heide mit Sitz in der Gemeinde Rogätz.

## Geografie
Die Gemeinde Burgstall im östlichen Bereich der Colbitz-Letzlinger Heide wird vom Dollgraben, einem der zahlreichen Tanger-Quellbäche, durchzogen. Sein offizieller Name ist Colbitzer Landbach, im Volksmund wird er Bäcke genannt. Seit einigen Jahren ist der Biber in diesem Gebiet wieder heimisch. Die waldreiche Umgebung nördlich von Burgstall steigt nach Nordwesten an und erreicht 117 m ü. NHN und grenzt an den östlichen Teil des großen Truppenübungsplatzes Altmark an. Die Stadt Tangerhütte liegt etwa 9 km entfernt. Die Gemarkung grenzt im Norden und Osten an den Landkreis Stendal. Umgeben wird Burgstall von den Nachbargemeinden Tangerhütte im Norden, Angern im Südosten, Colbitz im Süden, Westheide im Südwesten sowie Gardelegen im Westen.
Burgstall ist ein mehrgliedriges Straßendorf mit Kirche. Es entstand durch die Erweiterung eines Rundplatzdorfes nach Westen und Norden.

### Gemeindegliederung
Die Gemeinde besteht auf folgenden Ortsteilen mit zugehörigen Wohnplätzen:
- Burgstall mit Braunspforte
- Blätz
- Cröchern
- Dolle mit Altenpflegeheim, Förstereisiedlung, Siedlung und Steinberge
- Sandbeiendorf mit Klein Magdeburg und Klein Sandbeiendorf

## Geschichte
Die Familie von Bismarck wurde 1345 von den Wittelsbacher Kurfürsten von Brandenburg wegen besonderer Leistungen des Nicolaus von Bismarck im Verwaltungsdienst mit dem Schloss Burgstall belehnt. 1562 nötigte der damalige Kurprinz und spätere Kurfürst Johann Georg die Brüder Heinrich, Friedrich, Jobst und Georg von Bismarck, ihre Grundherrschaft in Burgstall gegen die Ländereien des säkularisierten Klosters Krevese in Krevese und des säkularisierten hochstiftisch-havelbergischen Amts Schönhausen sowie Fischbeck zu tauschen, da er den Burgstaller Forst zur Erweiterung seines Hofjagdreviers Letzlinger Heide haben wollte. Die Herrschaft Burgstall wurde ein landesherrliches Domänenamt. Das Amt Burgstall existierte bis 1860 und hatte seinen Sitz zunächst auf der Burg, später in dem noch erhaltenen barocken Amts- und Herrenhaus.
Die Kulturdenkmale der Gemeinde sind im örtlichen Denkmalverzeichnis eingetragen.

### DDR (1949–1990)
Bis 1990 unterhielt die Bezirksverwaltung Magdeburg des Ministeriums für Staatssicherheit (MfS) der DDR in Burgstall ein Ausbildungsobjekt für den Umgang mit Schusswaffen.

### Burg Burgstall

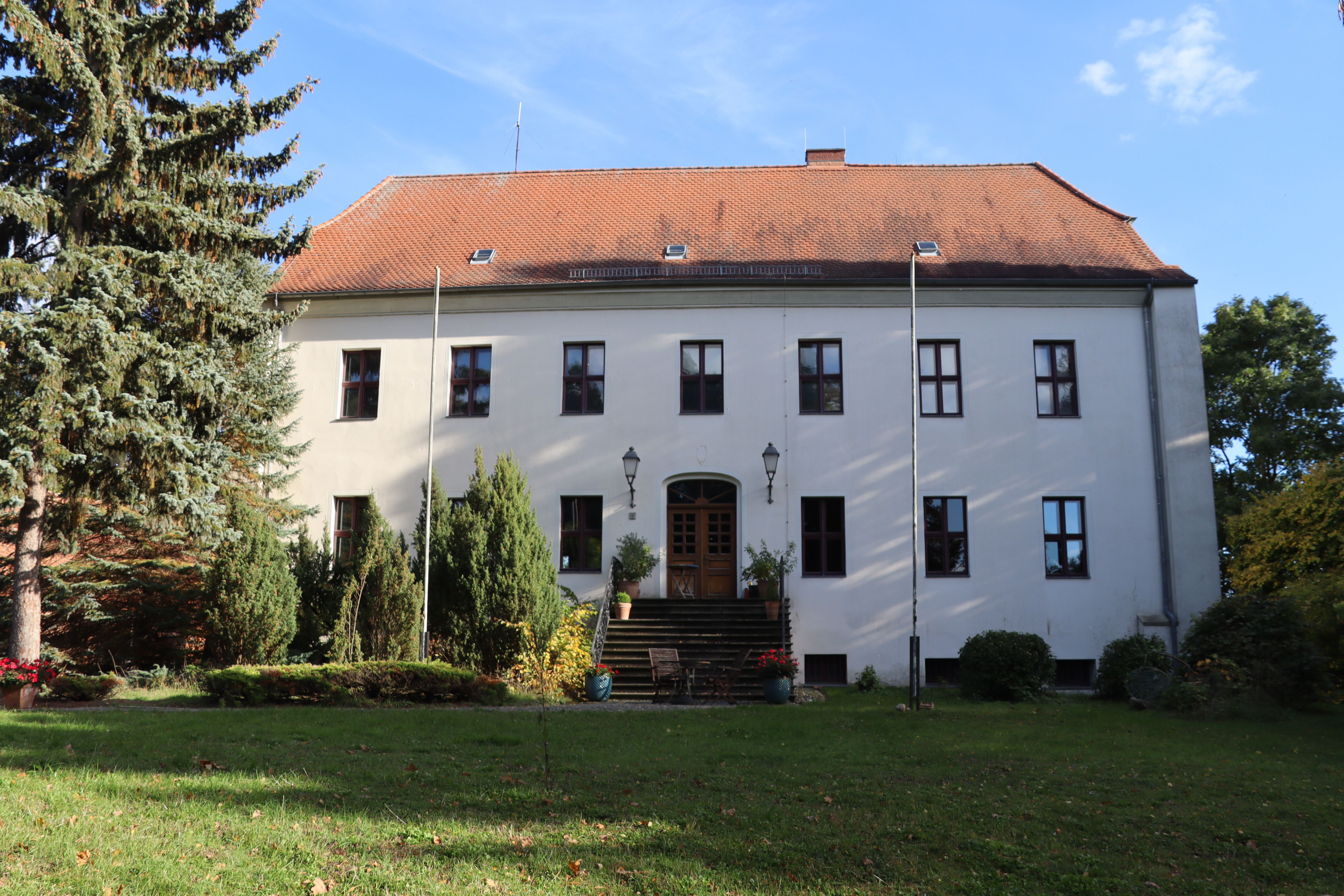
Auf dem Burgplateau befindet sich das barocke Amtshaus (heute Forstamt)

Von der Burg Burgstall (Altmark), die zunächst den brandenburgischen Markgrafen als Jagdsitz diente und von 1345 bis 1562 der Familie von Bismarck gehörte, einer kleinen Burg – im Mittelalter als Burgstall (Burganlage) bezeichnet – die dem Ort den Namen gab, ist im Garten der früheren Oberförsterei (des ehemaligen Domänenamts) bei der Kirche der Burghügel noch erhalten. Wie Paul Grimm im Jahre 1958 ermittelte, handelt es sich um einen etwa 5 Meter hohen rechteckigen Hügel von 30 × 35 Meter Seitenlänge. Die leichte, aber scharf begrenzte Erhöhung, die die Kirche trägt, lässt weitere Teile der befestigten Anlage (möglicherweise die Vorburg) vermuten. Die Burganlage ist seit 1959 als Bodendenkmal geschützt.
 Die Burg befand sich auf einem natürlichen Moränenhügel, der teilweise mottenartig angeschrägt wurde. 
Der Sitz des Domänenamtes befand sich später in dem noch erhaltenen barocken Amts- und Herrenhaus. Dessen Feldsteinsockel lässt auf einen älteren Vorgängerbau schließen.

### Frühe Erwähnungen
Friedrich Danneil schrieb 1896, der Ort wäre schon in einem Güterverzeichnis der Abtei aus Corvey aus den Jahren 916–940 und 1053–1071 belegt.
Der Geschichtsschreiber Johann Friedrich Falcke hatte 1752 ein angebliches Register des Abtes Saracho über den Grundbesitz des Stiftes Corvey veröffentlicht, wobei beispielsweise im erfundenen Pagus Agrotingun der Ort Borgstalium genannt wurde. Im Jahre 1861 deckte Wilhelm Spancken dieses Register von Johann Friedrich Falcke als eine Fälschung auf.
Danneil führt noch weitere frühe Erwähnungen an. Der Historiker Peter P. Rohrlach schreibt dazu: „Da die älteren Belege für Borstel und Burgstall identisch oder sehr ähnlich sind, ist ihre Zuordnung zu einem der beiden Orte schwierig und im Einzelfall nicht abschließend zu entscheiden.“ Er gibt als ersten sicheren Nachweis für den Ort an: 1320 borchstale.

### Eingemeindungen
Burgstall gehörte bis 1807 zum Tangermündeschen Kreis, dann bis 1813 zum Kanton Burgstall in der Altmark, denn in der Zeit des Königreichs Westphalen (1807–1813) war Burgstall Hauptort (chef-lieu) des Kantons Burgstall. Danach kam die Gemeinde zum Kreis Wolmirstedt, dem späteren Landkreis Wolmirstedt.
Am 30. September 1929 wurde der Gutsbezirk Oberförsterei Burgstall aufgeteilt und aufgelöst. Das Förstereigehöft Mahlpfuhl kam zur Landgemeinde Mahlpfuhl, zwei Exklaven in den Gemarkungen Mahlwinkel und Uchtdorf zu Uchtdorf. Das Förstereigehöft Schernebeck wurde in die Landgemeinde Schernebeck im Landkreis Stendal eingegliedert. Der Rest wurde mit dem Restgutsbezirk Colbitz zu einem Gutsbezirk „Letzlinger Heide, Anteil Kreis Wolmirstedt“ zusammengeschlossen.
Am 25. Juli 1952 erfolgte die Umgliederung der Gemeinde Burgstall in den Kreis Tangerhütte. Am 1. Januar 1988 wurde sie dem Kreis Wolmirstedt zugeordnet. Am 1. Juli 1994 kam Burgstall zum Ohrekreis. Nach dessen Auflösung kam die Gemeinde am  1. Juli 2007 zum heutigen Landkreis Börde.
Am 1. Januar 2010 wurden Cröchern, Dolle und Sandbeiendorf nach Burgstall eingemeindet.

### Einwohnerentwicklung
| Jahr                            | 1734 | 1772 | 1790 | 1798 | 1801 | 1818 | 1840 | 1864 | 1871 | 1885 | 1895 | 1905 | 1910 |
| Dorf Burgstall                  | 319  | 230  | 553  | 296  | 630  | 823  | 992  | 1123 | 1031 | 919  | 968  | 849  | 805  |
| Mühle Braunspforte (Buschmühle) |      |      |      |      |      |      |      |      | 012  | 04   | 05   | 03   |      |
| Oberförsterei Burgstall         |      |      |      | 397  |      |      |      | 010  |      |      |      |      | 08   |
| Forsthaus Mahlpfuhl             |      |      |      |      |      |      |      |      |      | 07   | 06   | 06   |      |
| Samendarre                      |      |      |      |      |      |      |      |      |      | 05   |      |      |      |
| Forsthaus Schernebeck           |      |      |      |      |      |      |      |      |      |      |      | 03   |      |

| Jahr | Einwohner |
| ---- | --------- |
| 1925 | 0776      |
| 1939 | 0745      |
| 1946 | 1227      |
| 1964 | 0823      |

| Jahr | Einwohner |
| ---- | --------- |
| 1971 | 784       |
| 1981 | 705       |
| 1993 | 690       |
| 2006 | 644       |

Quelle wenn nicht angegeben:

## Religion

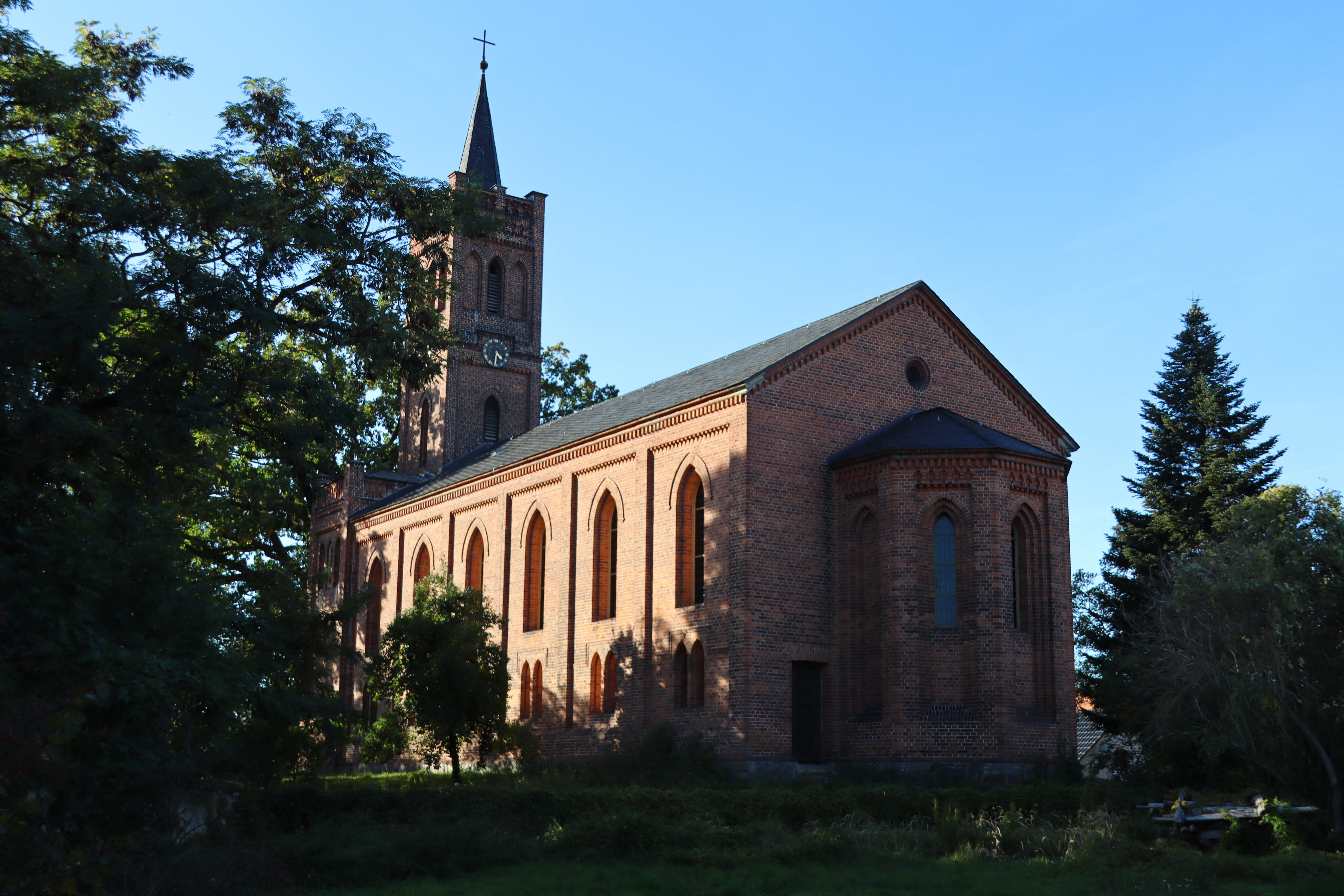
Kirche von Burgstall

Die evangelische Kirchengemeinde Burgstall gehörte früher zur Pfarrei Burgstall. Sie wird heute betreut vom Pfarrbereich Colbitz im Kirchenkreis Haldensleben-Wolmirstedt im Propstsprengel Stendal-Magdeburg der Evangelischen Kirche in Mitteldeutschland.
Die ältesten überlieferten Kirchenbücher für Burgstall stammen aus dem Jahre 1660.
Die katholischen Christen gehören zur Pfarrei St. Christophorus in Haldensleben im Dekanat Stendal im Bistum Magdeburg.

## Politik

### Bürgermeister
Im März 2016 wurde Carsten Miehe zum Bürgermeister gewählt.

### Wappen
Das Wappen wurde am 22. April 2010 durch den Landkreis genehmigt.
Blasonierung: „Geviert von Silber und Rot; Feld 1: ein rotes Hifthorn mit goldenem Mundstück, Schallbecher und Beschlägen an rotem Riemen von einem trockenen roten Ast mit goldenen Schnittflächen herabhängend, Feld 2: gekreuzt eine goldene Sense und ein goldener Dreschflegel, Feld 3: eine schräge natürliche sechsendige silberne Hirschstange, die Zinken nach links oben gekehrt, die Rose unten besteckt mit goldenem Kleeblatt, Feld 4: ein roter Hirsch mit goldenem Geweih schreitend auf einer schwarz gefugten roten Zinnenmauer.“
Das Wappen wurde vom Kommunalheraldiker Jörg Mantzsch gestaltet und ins Genehmigungsverfahren geführt. Es verbindet Elemente der Wappen der vier Ortsteile Burgstall, Cröchern, Dolle und Sandbeiendorf. von Burgstall stammt das Hifthorn, von Sandbeiendorf Sense und Flegel, von Cröchern die Hirschstange und von Dolle der Hirsch auf der Mauer.

#### Wappen des Ortsteils Burgstall

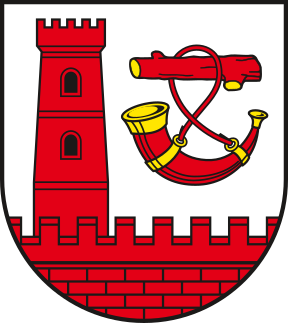
Wappen vom Ortsteil Burgstall

Das Wappen wurde am 29. März 1996 durch das Regierungspräsidium Magdeburg genehmigt.
Blasonierung: „In Silber im Schildfuß eine rote Zinnmauer, dahinter rechts ein roter Zinnenturm, links begleitet von einem am roten Ast hängenden goldenen verzierten roten Posthorn.“
Abgeleitet vom Wappen sind die Farben Rot – Silber (Weiß).
Das Wappen wurde vom Heraldiker Günther Gembalski gestaltet.

### Flagge
Die Flagge ist rot – weiß (1:1) gestreift (Querform: Streifen waagerecht verlaufend, Längsform: Streifen senkrecht verlaufend) und mittig mit dem Gemeindewappen belegt.

## Wirtschaft und Infrastruktur
In Burgstall befindet sich eines der 25 Forstämter des Landes Sachsen-Anhalt sowie die Bundesforstverwaltung, welche aber in den folgenden Jahren nach Mahlwinkel umziehen wird. Die Kulturdenkmale der Gemeinde sind im örtlichen Denkmalverzeichnis eingetragen.
Vom Ort Burgstall aus führen Landstraßen nach Dolle an der Bundesstraße 189 (Magdeburg–Stendal), nach Tangerhütte sowie nach Angern/Rogätz. Der nächste Bahnhof befindet sich in dem 7 Kilometer entfernten Ort Mahlwinkel an der Strecke Magdeburg–Wittenberge. Die Gemeinde Burgstall hat seit dem 14. September 2020 einen Autobahnanschluss über die Anschlussstelle Tangerhütte (AS 19) an der Altmark-Autobahn A14 von Magdeburg über Stendal und Wittenberge nach Schwerin. Die Nordverlängerung der Bundesautobahn 14 ist aber noch nicht durchgängig befahrbar, da noch nicht alle Streckenabschnitte fertig gebaut wurden bzw. manche Abschnitte sich noch in der Planung befinden.

## Persönlichkeiten
- Wilhelm Lüders (1805–1857), Schriftsteller und Zeitungsredakteur in Hamburg, Leipzig, Stettin und Berlin; als Demokrat verfolgt und im Elend gestorben
- Gunhild Erika Schröder, geborene Lauterbach  (1913–2012), Mutter von Gerhard Schröder und Lothar Vosseler
- Christian Höpfner (1939–2014), Bildhauer, Medailleur, Grafiker und Hochschullehrer